# Nunatak Kolonna
Nunatak Koksharova (Transkription von russisch Нунатак Колонна ‚Spaltennunatak‘) ist ein Nunatak im ostantarktischen Mac-Robertson-Land. In den Prince Charles Mountains ragt er an der Südostflanke des Mount Starlight am westlichen Ende der Athos Range auf.
Russische Wissenschaftler benannten ihn.